# Eterna Inocencia
Eterna Inocencia es una banda argentina de hardcore punk que está tocando desde mediados del año 1995.

## Historia
Desde sus comienzos, la banda ha cantado en inglés y español y a la vez combina melodías con denuncias, haciéndose así un lugar desde muy temprano entre las primeras bandas en su estilo. Derechos del niño y la mujer, skateboard, amor y rabia, todo está condensado desde muy temprano en la historia de Eterna Inocencia. Con siete discos en su haber, más algunos EP y cientos de grabaciones inéditas, casi todo ese material se puede encontrar en el sello que los eternos dieron a luz, llamado "Discos del Sembrador", el que a la vez, edita o coedita otras bandas similares a Eterna Inocencia, por su música o sus líricas combativas. En el último tiempo la banda ha lanzado su primer DVD "Verano permanente" en Argentina, grabado en el teatro de Flores en agosto de 2018.
Uno de sus integrantes también lleva adelante el proyecto "Discos Emergentes", que tiene como fin apoyar a las bandas que recién comienzan, y no disponen de tecnología u oportunidades suficientes para mostrar su material. Eterna Inocencia llevó, desde su aparición, su música por varias ciudades de su país, así como también otros países latinoamericanos (Chile, Uruguay, Perú y Bolivia) y europeos (Francia, Suiza, España), donde, a su vez, sus melodías quedaron registradas en ediciones de sellos independientes en diversos formatos (vinilos, casetes, CD y DVD). En agosto de 2022 salió el noveno disco de estudio de la banda llamado No Bien Abran Las Flores, su retorno post pandemia que cuenta con 12 canciones que remiten a algunas de sus influencias del post punk.

## Discografía
Álbumes de estudio
- Punkypatin (1995; La Unión)
- Días Tristes (1997; La Unión, Sniffing, W.C.)
- Recycle (1999; Sniffing)
- A Los Que Se Han Apagado (2001; Discos Del Sembrador)
- Las Palabras y los Ríos (2004; Discos Del Sembrador)
- La Resistencia (2006; Discos Del Sembrador)
- Ei (2009; Discos Del Sembrador)
- Entre Llanos y Antigales (2014; Discos Del Sembrador)
- No Bien Abran Las Flores (2022; Discos Del Sembrador)

Álbumes en directo
- Vivo Rock N Pop (2002; Discos Del Sembrador)
- Una Tarde Mágica CD/DVD (2004; Discos Del Sembrador, Activate)
- En Vivo 31/10/2009 (2011; Discos Del Sembrador)
- 08/11/15 Club Tucuman de Quilmes (2015; Discos Del Sembrador)
- Verano Permanente DVD (2018; Discos Del Sembrador)

EPs
- Tómalo con Calma (2003; Lee-Chi)
- Cañaveral (2005; Discos Del Sembrador)

Singles
- "Cosas por Hacer / Danilo" (2021; Discos Del Sembrador)
- "Despedida / Laguna Larga" (2021; Discos Del Sembrador)

Splits
- Juggling Jugulars / Divide And Conquer / Lee Majors / Eterna Inocencia (1997; Sanjam)
- Un Split Amigo 7" con Wisper (1997; Sniffing)
- Boda / Eterna Inocencia (2000; Sanjam, Shark Attack, Les Nains Aussi)

Compilatorios
- Lados B (2002; Discos Del Sembrador)
- Backflip/Un Salto Mortal Para Atrás (2002; Chumpire)

## Enlaces
- Sitio oficial  Archivado el 16 de enero de 2022 en Wayback Machine.
- Facebook
- Instagram
- Twitter
- Discogs

- Datos: Q5402598